# Gottfried (Angoulême)
Gottfried (franz.: Geoffroy; † Dezember 1048) war ein Graf von Angoulême aus dem Haus Taillefer. Er war der zweite Sohn des Grafen Wilhelm IV. Taillefer und der Gerberga von Anjou.
Beim Tod des Vaters im Jahr 1028 begann Gottfried seinen älteren Bruder, Graf Alduin II., von der Burg von Blaye aus zu befehden. Nach einer achttägigen Belagerung musste er allerdings kapitulieren. Sein Bruder verzieh ihm und belehnte ihn mit zwei Burgen in der Saintonge. Dennoch konnte Gottfried nach dem Tod des Bruders 1032 die Herrschaft in Angoulême übernehmen, indem er die Erbrechte seiner Neffen ignorierte.
Gottfried war in erster Ehe verheiratet mit Petronella, einer Tochter des Mainard „le Riche“ und Erbin der Burgen von Archiac und Bouteville. Das Paar gründete in Bouteville die Priorei Saint-Paul, in der Petronella bestattet wurde. Sie hatten mehrere Kinder:
- Fulko († 1087), Graf von Angoulême
- Humberge († 1068/71), mit Vizegraf Adémar II. von Limoges
- Gottfried Rudel († ?), Herr von Blaye
- Arnaud († nach 1076), Herr von Montausier
- Wilhelm († 20. September 1076), ab 1040 Bischof von Angoulême
- Adémar († 1. September 1101), ab 1076 Bischof von Angoulême

In zweiter Ehe war Gottfried mit einer nicht näher bekannten Asceline verheiratet.